# Hayley Moorwood
Hayley Moorwood (ur. 13 lutego 1984 w Auckland) – nowozelandzka piłkarka grająca na pozycji pomocnika, zawodniczka Chelsea L.F.C. i reprezentacji Nowej Zelandii, w której zadebiutowała 7 kwietnia 2003 w meczu przeciwko Samoa. Uczestniczka Mistrzostw Świata 2007 oraz XXIX Igrzysk Olimpijskich w Pekinie (2008).